# Skredsvik
Skredsvik är en småort i Uddevalla kommun i Västra Götalands län.
Skredsvik är kyrkbyn i Skredsviks socken i Uddevalla kommun, nordväst om Uddevalla på norra Bokenäset vid Gullmarn. Områdets närhet till och överblick över vattnet gör orten till ett populärt område för fritidshus.
På Gullmarens örlogsdepå mellan Skredsvik och Saltkällan har Fjärde sjöstridsflottiljen (4. sjöstridsflj) ett detachement för utbildning av Försvarsmaktens röjdykare och där finns även staben för Bohusdalgruppen (BDG).
I Bygdens Hus (gamla skolan) finns kontorslokaler samt förenings- och konferenslokaler som drivs av Skredsviks Samhällsförening, där det bland annat hålls en stor spelträff för dragspelsentusiaster och musikintresserade tredje helgen i maj varje år.